# Kaschu-Saft

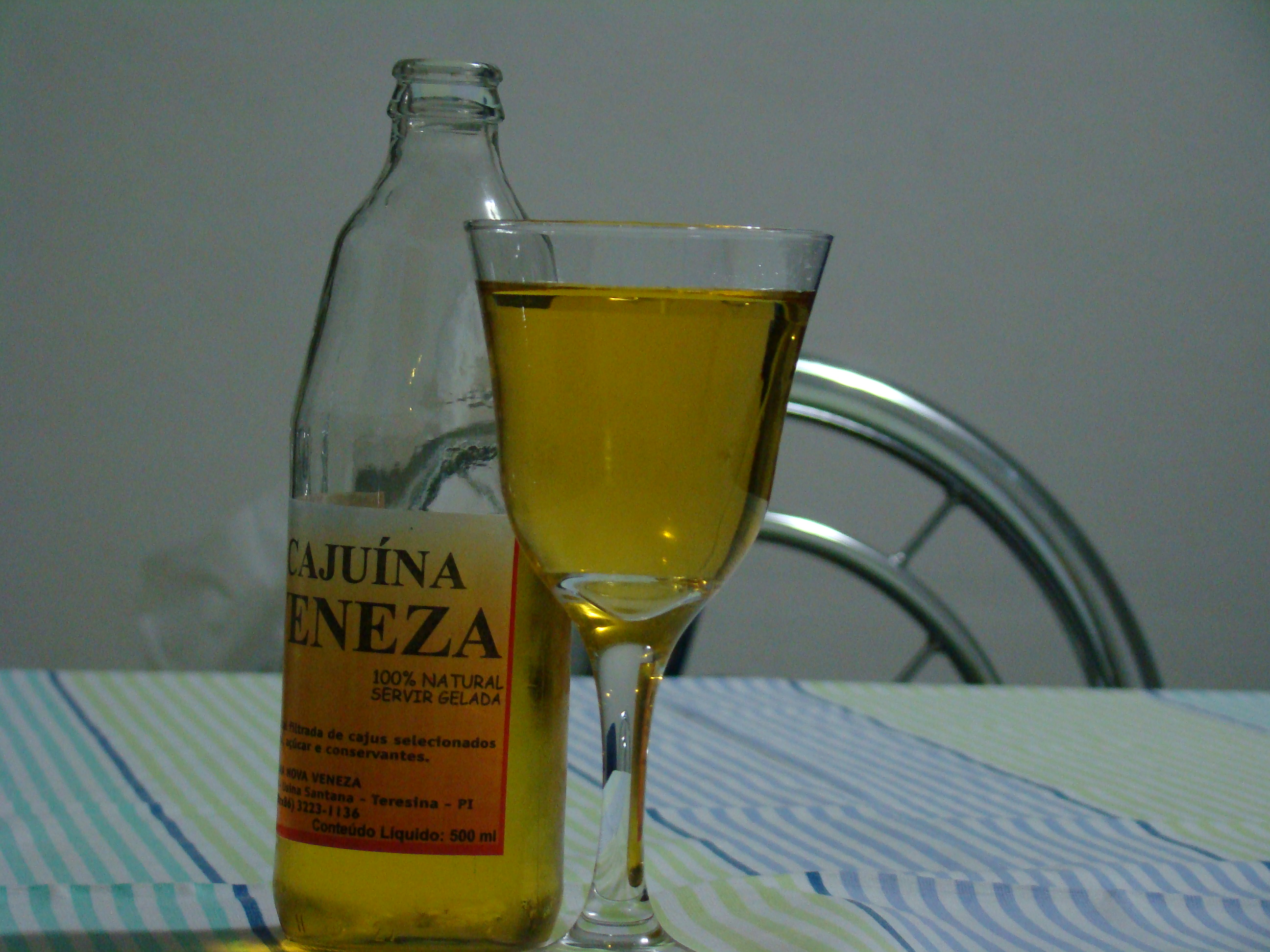
Abgefüllter Cajuína

Kaschu-Saft (portugiesisch suco de caju) ist ein Fruchtsaft, der aus dem Kaschuapfel (einer Scheinfrucht, dem Fruchtstiel der Kaschunuss) gewonnen wird. Er schmeckt im Gegensatz zur Frucht selbst relativ wenig intensiv, ein bisschen nach Apfel und etwas sauer.
Da er leicht verderblich ist, ist er praktisch nur in den (tropischen) Ländern erhältlich, in denen die Frucht angebaut wird. Vor allem in brasilianischen Supermärkten wird er überall angeboten. Außerhalb dieser Länder ist er nur in Spezialgeschäften als gefrorenes Fruchtsaftkonzentrat zu finden.

## Cajuína
Besonders im Nordosten Brasiliens wird aus Kaschu-Saft ein Getränk namens Cajuína hergestellt, dem eine medizinische und rituelle Wirkung zugesprochen wird. Dazu wird Kaschu-Saft zunächst filtriert, dann mit Gelatine versetzt. Schließlich werden dem Getränk noch die Tannine entzogen.